# Xylophis mosaicus
Xylophis mosaicus — вид неотруйних змій з родини Pareatidae. Описаний у 2020 році.

## Поширення
Ендемік Індії. Трапляється у горах Анаїмалай (Західні Гати) у штатах Керала і Тамілнаду на південному заході країни.